# Åsle
Åsle is een plaats in de gemeente Falköping in het landschap Västergötland en de provincie Västra Götalands län in Zweden. De plaats heeft 66 inwoners (2005) en een oppervlakte van 14 hectare.
In de Zweedse geschiedenis is deze plaats bekend om de Slag bij Åsle in 1389, toen troepen van de Zweedse koning Albrecht van Mecklenburg en Margaretha I van Denemarken elkaar bevochten om de Zweedse troon. Ter herinnering aan deze Slag werd in 1896 een gedenkteken geplaatst.